# Litespeed F3
Litespeed F3 – były brytyjski zespół wyścigowy, założony w 2005 roku z bazą w Norfolk. W latach 2005-2010 ekipa pojawiała się w stawce Brytyjskiej Formuły 3.
Litespeed złożyło wniosek w konkursie zorganizowanym przez FIA w celu dołączenia do stawki Formuły 1 w 2010 roku. Podpisano porozumienie ze spółką MGI Ltd, prowadzoną przez byłego projektanta Formuły 1 Mike Gascoyne. Ostatecznie jednak doszło do fuzji nowo budowanej ekipy F1, z zespołem Lotus Racing, którego wniosek został przyjęty.